# Dalków (Ludwikowice Kłodzkie)
Dalków (niem. Weitengrund) – przysiółek wsi Ludwikowice Kłodzkie w Polsce, położony w województwie dolnośląskim, w powiecie kłodzkim, w gminie Nowa Ruda.

## Położenie
Dalków położony jest w Sudetach Środkowych w północnej części Wzgórz Wyrębińskich, na północny wschód od Gontowej, na wysokości 560–570 m n.p.m.

## Podział administracyjny
W latach 1975–1998 przysiółek administracyjnie należał do województwa wałbrzyskiego.

## Historia
Dalków powstał na początku XIX wieku najprawdopodobniej w związku z rozpoczęciem wydobycia węgla w kopalni Gustav. W 1825 roku w miejscowości było dwadzieścia domów i dwa bielniki, w roku 1840 liczba domów wzrosła do dwudziestu pięciu. Głównym zajęciem mieszkańców w tym czasie było tkactwo. Po 1945 roku Dalków częściowo wyludnił się, w latach 1959–1974 w sąsiedztwie miejscowości działała sztolnia upadowa „Kazimierz”, należąca do kopalni „Nowa Ruda”. Pod koniec XX wieku w miejscowości było zaledwie kilka rozproszonych zagród.

## Szlaki turystyczne
Przez Dalków prowadzi  szlak turystyczny ze Świerków Dolnych na Wielką Sowę.